# Arthur B. English
Arthur Bartholomew English, eigentlich Alexander Armstrong English, Pseudonym Arthur Ellis (geboren am 11. oder 12. März 1865, vermutlich in Newcastle upon Tyne, England; gestorben am 21. Juli 1938 in Montreal) war ein ehemaliger Soldat, der im Jahr 1913 zum offiziellen Henker von Kanada ernannt wurde. English bekleidete dieses Amt bis zum Jahr 1935. Er benutzte dabei den Namen „Arthur Ellis“ zu Ehren seines angeblichen Onkels John Ellis, der ein Henker in England war.

## Leben
Arthur B. English war, nach eigenen Angaben, der Sohn eines britischen Armeeoffiziers. Er schlug zunächst eine militärische Laufbahn ein und wurde Soldat in einem Regiment der Northumberland Fusiliers in Indien sowie im Nahen Osten und nahm am südafrikanischen Krieg teil. Er war Amateurboxer und gewann die Leichtgewichtsboxmeisterschaft der Armee.
Anfang des 20. Jahrhunderts kehrte er nach England zurück und erlernte möglicherweise bei John Ellis, der wie er angab sein Onkel war, das Handwerk des Henkers. Dieses Amt übte er anschließend zunächst in England und im Nahen Osten aus. Als sich im Jahr 1910 der inoffizielle nationale Henker Kanadas, John Robert Radclive (Radcliffe) aus seinem Berufsleben zurückzog, wurde English sein Nachfolger. Zwischenzeitlich wurde das Amt in den Jahren 1912 bis 1913 durch Jack Holmes ausgeführt. Nach der Tradition dieser Berufsgruppe legte er sich das Pseudonym Arthur Ellis zu.
Üblicherweise wurde der Henker für die Ausübung seines Amtes nach kanadischem Recht durch die örtlichen Sheriffs zu den Hinrichtungen angefordert, wenn seine Dienste benötigt wurden. Er lebte in der Nähe von Montreal. Ellis gehörte zu den Henkern, die sich für eine Hinrichtung ohne unnötige Qualen einsetzte. Dazu gehörte auch die Berechnung der nötigen Seillänge, damit der Verurteilte sich das Genick brach und nicht durch den Strang langsam erdrosselt wurde. War die Seillänge zu groß konnte dem Erhängten der Kopf vom Rumpf getrennt werden, was es zu vermeiden galt. Aus diesem Grund wurden die Verurteilten in der Nacht vor der Hinrichtung vermessen und gewogen. Die benötigte Länge des Seiles konnte nun aus einer Tabelle bestimmt werden.
English war bemüht, den durch ihn durchgeführten Hinrichtungen Würde zu verleihen, indem er sich stets elegant kleidete und für einen möglichst feierlichen Ablauf sorgte. Er lehnte es zudem ab, die gebrauchten Seile oder persönliche Gegenstände von Gefangenen als Souvenirs zu verkaufen. Für seine Unkosten erhielt er eine großzügige Vergütung. In seiner Amtszeit soll er insgesamt rund 550 bis 600 Hinrichtungen durchgeführt haben. 
Trotz seiner Bemühungen eine ordentliche Arbeit zu leisten gab es zwei spektakuläre Vorfälle.
- Am 25. August 1926 stürzte Daniel Prockiw (Proceiv), ein 240 Pfund schwerer Mann aus Winnipeg, der wegen Mordes an seiner Frau verurteilt wurde, mit solcher Wucht durch die Falltür, dass er enthauptet wurde.
- Am 29. März 1935 passierte das nochmals bei Tomasina Teolis Saro, die wegen der Inszenierung des Mordes an ihrem Mann zum Tode verurteilt worden war

Dass sich so etwas bei einer Hinrichtung einer Frau ereignete, schockierte die Kanadier. Es hieß, er habe die Länge des Seiles falsch bemessen. Er entgegnete, dass er sie nicht habe wiegen und messen dürfen und man ihm völlig falsche Werte gegeben habe. Er drohte damit, die Journalisten zu verklagen, die ihn für das Ergebnis verantwortlich machen wollten. Die öffentliche Wahrnehmung über diesen Fall führte dazu, dass er sein Amt aufgeben musste. Anschließend wurde die Öffentlichkeit nicht mehr zu Hinrichtungen zugelassen.
Der Beruf des Henkers war in der Gesellschaft nicht gut angesehen. John Radclive starb am Alkoholismus, John Ellis und John Hulbert durch Suizid. Auch wenn English behauptete, dass ihm sein Beruf nichts ausmache und er nur wie andere auch einer Arbeit nachgehe, ist davon auszugehen, dass sein Privatleben davon beeinflusst wurde.
English heiratete am 20. Mai 1916 Edythe (geborene Grimsdale, 1877–1960). Die Ehe war nicht glücklich. English wurde im Juli 1922 verhaftet, weil seine Frau ihn beschuldigte, er habe versucht sie zu erwürgen und sie im Gesicht und am ganzen Körper geschlagen. Zudem wurde er bezichtigt, gedroht zu haben, seine Frau zu erschießen. Auf die Frage, ob sie den Beruf ihres Mannes kenne, antwortete sie, dass sie dies erst vor kurzem herausgefunden habe. Er hatte ihr gegenüber gesagt, er betriebe eine Obstfarm in British Columbia und verbrachte praktisch seine ganze Zeit dort, wenn er nicht zu einer Hinrichtungen ging. Er hatte immer nur angegeben, dass sein Unternehmen es erfordere, dass er viel reisen müsse. Die Verhandlung sollte am 20. Juli stattfinden und English musste eine Kaution von 1000 Dollar hinterlegen, was für ihn kein Problem darstellte.

## Rezeption
Ein jährlich vergebener kanadische Literaturpreis für Kriminalliteratur trägt den Namen seines Pseudonyms – Arthur Ellis Award.